# Arsin (huyện)
Arsin là một huyện thuộc tỉnh Trabzon, Thổ Nhĩ Kỳ. Huyện có diện tích 183 km² và dân số thời điểm năm 2007 là 24758 người, mật độ 135 người/km².